# Dittisham Ploughman
Dittisham Ploughman es una variedad cultivar de ciruelo (Prunus domestica), de las denominadas ciruelas europeas,
una variedad de ciruela, variedad local del Dart Valley en Devon.
Las frutas tienen un tamaño de medio a grande, con un color de piel base púrpura rojo y sobre color azul oscuro, y pulpa de color amarillo verdoso, textura firme, ligeramente jugosa y con un sabor bastante dulce y un poco rico.

## Historia
'Dittisham Ploughman' es una variedad local de ciruela, encontrada en Dart Valley en Devon, probablemente surgió de una plántula encontrada en la zona. Los árboles se criaban tradicionalmente a partir de retoños.
'Dittisham Ploughman' está cultivada en la National Fruit Collection (Colección Nacional de Fruta) de Reino Unido, con el número de accesión: 1949 - 229 y nombre de accesión : Dittisham Ploughman. Recibido por "The National Fruit Trials" (Probatorio Nacional de Frutas) en 1949.

## Características
'Dittisham Ploughman'  árbol de vigoroso crecimiento, de generosa producción, requiere poco mantenimiento. Requiere suelo ligero y una posición soleada. Los árboles son propensos a la hoja de plata. Tiene un tiempo de floración que comienza a partir del 15 de abril con el 10% de floración, para el 19 de abril tiene una floración completa (80%), y para el 28 de abril tiene un 90% de caída de pétalos.
'Dittisham Ploughman' tiene una talla de tamaño medio a grande (peso promedio 44.10 g), de forma oval, ligeramente asimétrica, con la sutura línea marcada, situada en ligera depresión algo más acentuada junto a cavidad peduncular y disminuyendo hacia el polo pistilar; Epidermis muy recia y fuerte, abundante pruina, blanquecina, sin pubescencia, y la piel color base púrpura rojo y sobre color azul oscuro; Pedúnculo de longitud medio (promedio 12.17 mm), fino, terminado en engrosamiento, ubicado en una cavidad del pedúnculo de estrecha;pulpa de color amarillo verdoso, transparente, textura blanda, no muy jugosa y con un sabor bastante ácido.
Hueso libre, grande, alargado, rugoso.
Su tiempo de recogida de cosecha se inicia en su maduración a principios de agosto.

## Usos
La ciruela 'Dittisham Ploughman' tiene buenas características como ciruela de postre en mesa, y así mismo buenas cualidades para elaboraciones culinarias.

## Cultivo
La ciruela 'Dittisham Ploughman' es auto estéril y necesita polinizadores tal como: 'Angelina Burdett', 'Anna Späth', 'Bonne de Bry', 'Coe's Golden Drop', . . .